# Jan van Cleef
Jan van Cleef (* Januar 1646 in Venlo; † 18. Dezember 1716 in Gent) war ein niederländischer Maler.

## Leben und Wirken
Jan van Cleef wurde am 6. Januar 1646 in der katholischen Kirche Sankt Martin in Venlo getauft. Den damaligen Traditionen entsprechend fand die Taufe nicht länger als drei Tage nach der Geburt statt. Jan van Cleef war ein uneheliches Kind von Elisabeth Jansen und Gabriël van Cleef. Sein Vater stationierte seit 1637 als Kapitän der spanischen Truppen in Venlo.
Nach dem Besuch der Lateinischen Schule in Venlo wurde er Schüler beim Maler Gaspar de Crayer in Brüssel. Im Jahre 1664 ging er mit de Crayer nach Gent. Am 13. Mai 1668 beendete er die Lehre und eröffnete ein eigenes Atelier. Nach dem Tod de Crayer’s vollendete van Cleef mehrere Gemälde des Meisters und erhielt mehrere Aufträge für Altarbilder von zahlreichen Pfarreien und Klöstern. Mit diesen Arbeiten erwarb er sich einen Ruf und wurde 1677 Mitglied der Künstlergilde.
Am 6. Juni 1681 heiratete er die wohlhabende Apothekertochter Johanna vanden Driesche. Von ihren fünf Kindern erreichten nur eine Tochter und ein Sohn das Erwachsenenalter. In den Jahren 1682–1670 lieferte Jan van Cleef mehrere Gemälde für das Genter Rathaus. Darüber hinaus bekam er Aufträge aus anderen Städten (u. a.: Rijssel, Ath, Aalst, Brüssel, Brügge), auch aus der Heimatstadt Venlo. Das Gemälde St. Georg und der Drache (1693) befindet sich heute in Limburgs Museum in Venlo. Am Anfang des 18. Jahrhunderts nahm die Popularität des Malers ab, was sich in der zurückgehenden Anzahl der Aufträge niederschlug, die die französischen Militäreinsätze in den Niederlanden und auch die neuen Strömungen in der Kunst verursachten. Aus der Periode nach 1708 sind keine bedeutenden Werke van Cleef’s bekannt. Die Malerei gab er nach 1713 völlig auf. Mit seinem Tod ging die Ära der historischen flämischen Malerei des 17. Jahrhunderts zu Ende.
Jan van Cleef wurde am 20. Dezember 1716 in der St. Michaelkirche (Sint-Michielskerk) in Gent beigesetzt. Die Heimatstadt Venlo ehrte Jan van Cleef als den bekannten Sohn der Stadt mit einer steinernen Medaillon auf dem Portal des Rathauses.